# Aulacophora nigrobrunnea
Aulacophora nigrobrunnea es un coleóptero de la familia Chrysomelidae.
Fue descrita científicamente por primera vez en 1929 por Maulik.